# Juratgi, Gangawati
Juratgi là một làng thuộc tehsil Gangawati, huyện Koppal, bang Karnataka, Ấn Độ.